# Teorema do júri de Condorcet
O teorema do júri de Condorcet é um teorema da ciência política sobre a probabilidade relativa de um dado grupo de indivíduos chegar a uma decisão correta. O teorema foi expresso pela primeira vez pelo Marquês de Condorcet em seu trabalho de 1785 Essai sur l’application de l’analyse à la probabilité des décisions rendues à la pluralité des voix (Ensaio sobre a aplicação da análise à probabilidade das decisões submetidas à pluralidade de votos, em tradução livre).
Os pressupostos da versão mais simples do teorema são que um grupo deseja chegar a uma decisão por voto majoritário, um de dois resultados do voto é "correto" e cada votante tem uma probabilidade independente {\displaystyle p} de votar pela decisão correta. O teorema pergunta quantos votantes devemos incluir neste grupo. O resultado depende de se {\displaystyle p} for maior ou menor que {\displaystyle 1/2}:
- Se {\displaystyle p} for maior que {\displaystyle 1/2} (é mais provável que cada votante vote corretamente), então adicionar mais votantes aumenta probabilidade de que a decisão da maioria seja correta. No limite, a probabilidade de que a maioria vote corretamente se aproxima de 1 conforme o número de votantes aumenta.
- Por outro lado, se {\displaystyle p} for menor que {\displaystyle 1/2} (é mais provável que cada votante vote incorretamente), então adicionar mais votantes piora as coisas: o júri ótimo consiste em um único votante.
- Se {\displaystyle p} for igual a {\displaystyle 1/2}, o número de indivíduos é irrelevante.

## Prova
Para evitar a necessidade de uma regra de desempate, assumimos que {\displaystyle n} é ímpar. Essencialmente, o mesmo argumento funciona para {\displaystyle n} par se os empates forem encerrados por jogos de cara ou coroa justos.
Agora suponha que começamos com {\displaystyle n} votantes e considere que {\displaystyle m} destes votantes votam corretamente.
Considere o que acontece quando adicionamos mais dois votantes (para manter ímpar o número total). O voto majoritário muda em apenas dois casos:
- {\displaystyle m} era pequeno demais por um voto para obter a maioria dos {\displaystyle n} votos, mas ambos os novos votantes votaram corretamente.
- {\displaystyle m} era exatamente igual a maioria dos {\displaystyle n} votos, mas ambos os novos votantes votaram incorretamente.

O resto do tempo, quer sejam inclusos ou não, os novos votos apenas aumentam a lacuna ou não chegam a fazer diferença. Então, nós nos importamos com o que acontece apenas quando um único voto (entre os primeiros {\displaystyle n}) separa uma maioria correta de uma maioria incorreta.
Restringindo nossa atenção a este caso, podemos imaginar que os primeiros {\displaystyle n-1} votos são cancelados e que o voto decisivo é depositado pelo {\displaystyle n}-ésimo votante. Neste caso, a probabilidade de obter uma maioria correta é apenas {\displaystyle p}. Agora suponha que enviamos dois votantes extra. A probabilidade de que eles mudem uma maioria incorreta para uma maioria correta é {\displaystyle (1-p)p^{2}}, enquanto a probabilidade de que eles mudem uma maioria correta para uma maioria incorreta é {\displaystyle p(1-p)(1-p)}. A primeira destas probabilidades é maior que a segunda se e apenas se {\displaystyle p>1/2}, provando o teorema.

## Exemplo
Primeiramente, considere o caso mais simples com {\displaystyle n=3} e {\displaystyle p=0,8}. Precisamos mostrar que 3 pessoas tem uma chance maior que {\displaystyle 0,8} de estarem certas. De fato, {\displaystyle 0,8\times 0,8\times 0,8+0,8\times 0,8\times 0,2+0,8\times 0,2\times 0,8+0,2\times 0,8\times 0,8=0,896}.
Agora, considere {\displaystyle n=9} (o caso geral funciona da mesma forma). Seguindo as mesmas considerações como no caso com {\displaystyle n=3}, precisamos selecionar todas as opções para maiorias e multiplicar por {\displaystyle p} ou {\displaystyle q=1-p} respectivos. Então, precisamos mostrar que {\displaystyle {\binom {9}{5}}p^{5}q^{4}+{\binom {9}{6}}p^{6}q^{3}+\ldots +{\binom {9}{9}}p^{9}>p}, isto é, precisamos mostrar que:
{\displaystyle {\binom {9}{5}}p^{4}q^{4}+{\binom {9}{6}}p^{5}q^{3}+{\binom {9}{7}}p^{6}q^{2}+{\binom {9}{8}}p^{7}q^{1}+{\binom {9}{9}}p^{8}>1}, mas
{\displaystyle >{\binom {9}{4}}p^{4}q^{4}+{\binom {9}{5}}p^{5}q^{3}+{\binom {9}{6}}p^{6}q^{2}+{\binom {9}{7}}p^{7}q^{1}+{\binom {9}{8}}p^{8}} (reduzindo o denominador por 1 em coeficiente binomial)
{\displaystyle >({\binom {8}{4}}p^{4}q^{4}+{\binom {8}{5}}p^{5}q^{3}+{\binom {8}{6}}p^{6}q^{2}+{\binom {8}{7}}p^{7}q^{1}+{\binom {8}{8}}p^{8})+({\binom {8}{4}}p^{4}q^{4}+{\binom {8}{5}}p^{5}q^{3}+{\binom {8}{6}}p^{6}q^{2}+{\binom {8}{7}}p^{7}q^{1}+{\binom {8}{8}}p^{8})} (reduzindo o nominador e multiplicando por 2)
{\displaystyle >({\binom {8}{4}}p^{4}q^{4}+{\binom {8}{5}}p^{5}q^{3}+{\binom {8}{6}}p^{6}q^{2}+{\binom {8}{7}}p^{7}q^{1}+{\binom {8}{8}}p^{8}+{\binom {8}{4}}q^{4}p^{4}+{\binom {8}{5}}q^{5}p^{3}+{\binom {8}{6}}q^{6}p^{2}+{\binom {8}{7}}q^{7}p^{1}+{\binom {8}{8}}q^{8})} (trocando {\displaystyle p} por {\displaystyle q<p} nos últimos quatro temos)
{\displaystyle >1} (usando a expansão polinomial de {\displaystyle 1=(p+q)^{8}}).

## Parte assintótica
A probabilidade de uma decisão majoritária correta {\displaystyle P(n,p)}, quando a probabilidade individual {\displaystyle p} é próxima de {\displaystyle 1/2}, cresce linearmente em termos de {\displaystyle p-1/2}. Para {\displaystyle n} votantes, cada um tendo uma probabilidade {\displaystyle p} de decidir corretamente, e para {\displaystyle n} ímpar (em que não há empates possíveis):
{\displaystyle P(n,p)=1/2+c_{1}(p-1/2)+c_{3}(p-1/2)^{3}+O((p-1/2)^{5}),}
em que
{\displaystyle c_{1}={n \choose {\lfloor n/2\rfloor }}{\frac {\lfloor n/2\rfloor +1}{4^{\lfloor n/2\rfloor }}}={\sqrt {\frac {2n+1}{\pi }}}(1+{\frac {1}{16n^{2}}}+O(n^{-3}))}
e a aproximação assintótica em termos de {\displaystyle n} é muito precisa. A expansão é apenas em potências ímpares e {\displaystyle c_{3}<0}. Em termos simples, isto diz que, quando a decisão é difícil ({\displaystyle p} perto de {\displaystyle 1/2}), o ganho ao ter {\displaystyle n} votantes cresce proporcionalmente a {\displaystyle {\sqrt {n}}}.

## Parte não assintótica
A parte não assintótica do teorema do júri de Condorcet não se aplica a votos correlacionados. Em um júri que inclui um número ímpar de jurados {\displaystyle n}, considere {\displaystyle p} a probabilidade de um jurado votar pela alternativa correta e {\displaystyle c} o "coeficiente de correlação" entre quaisquer dois votos corretos. Se todos os coeficientes de correlação de ordem mais elevada em uma representação de distribuição de probabilidade conjunta forem iguais a zero e {\displaystyle (p,c)\in {\mathcal {B}}_{n}} for um par admissível, então a probabilidade de que o júri coletivamente chegue à decisão correta (probabilidade de Condorcet) sob maioria simples é dada por:
{\displaystyle P(n,p,c)=I_{p}\left({\frac {n+1}{2}},{\frac {n+1}{2}}\right)+0,5c(n-1)(0,5-p){\frac {\partial I_{p}({\frac {n+1}{2}},{\frac {n+1}{2}})}{\partial p}},}
em que {\displaystyle I_{p}} é a função beta incompleta regularizada.
Por exemplo, assuma um júri de três jurados ({\displaystyle n=3}) com competência individual {\displaystyle p=0,55} e correlação de segunda ordem {\displaystyle c=0,4}. Então, {\displaystyle P(3;0,55;0,4)=0,54505}. A competência do júri é menor do que a competência de um único jurado, que é igual a {\displaystyle 0,55}. Além disso, aumentar o júri em dois jurados ({\displaystyle n=5}) diminui a competência do júri a {\displaystyle P(5;0,55;0,4)=0,5196194}.
Note que {\displaystyle p=0,55} e {\displaystyle c=0,4} é um par admissível de parâmetros. Para {\displaystyle n=5} e {\displaystyle p=0,55}, o coeficiente de correlação de segunda ordem máximo admissível é {\displaystyle \approx 0,43}.
Em uma discussão sobre desenho ótimo de júri para júris homogêneos com votos correlacionados, o exemplo acima mostra que, quando a competência individual é baixa, mas a correlação é alta:
1. A competência coletiva sob maioria simples pode estar abaixo daquela de um único jurado,
2. Aumentar o júri pode diminuir sua competência coletiva.[6]

## Limitações
Esta versão do teorema está correta, dados os seus pressupostos, mas estes não são realistas na prática. Algumas objeções comumente levantadas são:
- Votos reais não são independentes e não têm probabilidades uniformes. A parte não assintótica do teorema do júri de Condorcet não se aplica a votos correlacionados em geral. Isto não é necessariamente um problema, já que ainda se pode aplicar o teorema sob pressupostos suficientemente gerais.[7] Uma versão muito forte do teorema exige apenas que a média dos níveis de competência individual dos votantes, isto é, que a média de suas probabilidades individuais de decidir corretamente seja levemente superior a {\displaystyle 1/2}.[8] Esta versão do teorema não requer independência do votante, mas leva em conta o grau com que os votos podem estar correlacionados.[9]
- A noção de "correção" pode não ser significativa quando se tomam decisões em política em oposição a decidir questões de fato. Alguns defensores do teorema afirmam que ele é aplicável quando o voto tem como objetivo determinar qual política melhor promove o bem público, em vez de meramente expressar preferências individuais. Nesta leitura, o que o teorema diz é que, embora cada membro do eleitorado possa ter apenas uma percepção vaga de qual das duas políticas é melhor, o voto majoritário tem um efeito amplificador. O "nível de competência do grupo", como representado pela probabilidade de que a maioria escolha a melhor alternativa, aumenta em direção a 1 conforme o tamanho do eleitorado aumenta, assumindo que cada eleitor está mais frequentemente certo do que errado.
- O teorema não se aplica diretamente a decisões entre mais de dois resultados. Esta limitação crítica foi de fato reconhecida por Condorcet e, em geral, é muito difícil reconciliar decisões individuais entre três ou mais resultados, ainda que tenham sido apresentadas evidências em contrário.[10] Esta limitação também pode ser superada por meio de uma sequência de votos em pares de alternativas, como se faz comumente no processo de emendas legislativas. Entretanto, como afirma o teorema de Arrow, isto cria uma "dependência de caminho" da sequência exata de pares de alternativas, por exemplo, qual emenda é proposta primeiro pode fazer a diferença em qual emenda é ultimamente aprovada ou se a lei — com ou sem emendas — é aprovada ao fim das contas.
- O comportamento de que todo mundo no júri vota de acordo com suas próprias crenças pode não se um equilíbrio de Nash sob certas circunstâncias.[11]

Não obstante, o teorema do júri de Condorcet oferece uma base teórica para a democracia, ainda que de alguma forma idealizada, assim como uma base para a decisão de questões de fato por um tribunal do júri e, como tal, continua sendo estudado por cientistas políticos.

## Outras disciplinas
O teorema do júri de Condorcet tem sido usado recentemente para conceituar integração de escores quando vários leitores médicos (radiologistas, endoscopistas, etc.) avaliam independentemente imagens para atividade patológica. Esta tarefa surge na leitura central realizada durante ensaios clínicos e tem semelhanças com o voto. A aplicação do teorema pode traduzir escores individuais de leitores em um escore final de um modo que seja tanto matematicamente sólido (ao evitar fazer a média de dados ordinais), como matematicamente tratável para análise posterior e de uma forma que seja consistente com a tarefa de pontuar em mãos (baseada em decisões sobre a presença ou ausência de características, uma tarefa de classificação subjetiva).
O teorema do júri de Condorcet também é usado em aprendizado por agrupamento no campo do aprendizado de máquina. Um método de agrupamento combina as previsões de muitos classificadores individuais pelo voto majoritário. Assumindo que cada um dos classificadores individuais prevê com precisão levemente maior que 50%, então o agrupamento de suas previsões será muito maior do que seus escores preditivos individuais.